# Orde de la Revolució d'Octubre
L'Orde de la Revolució d'Octubre (rus:Орден Октябрьской Революции; transliterat: Orden Oktyabr'skoj Revolutzii) és un orde de la Unió Soviètica.
Va ser instituïda pel Decret de la Presidència del Consell Superior de l'URSS del 31 d'octubre de 1967, en ocasió del 50º aniversari de la Revolució d'Octubre per Leonid Bréjnev.
Era atorgada als ciutadans soviètics, empreses, organismes i col·lectivitats, unitats militars, repúbliques, regions, països i ciutats, així com estrangers:
- Per l'activitat revolucionària activa, una gran aportació al procés de formació i el reforçament del poder soviètic
- Pels mèrits que destaquin en la construcció del socialisme i el comunisme
- Per les fites que es destaquin en els camps del desenvolupament de l'economia nacional, la ciència i la cultura
- Per la valentia especial en el combat contra els enemics de l'Estat Soviètic
- Pels mèrits destacats en rel reforçament de la defensa de l'URSS
- Per l'activitat estatal i pública especialment fructuosa
- Per l'activitat dirigida al desenvolupament i l'aprofundiment dels enllaços multilaterals d'amistat entre els pobles de la Unió Soviètica i altres estats.

Penja a l'esquerra del pit, i se situa després de l'Orde de Lenin, ocupant el tercer lloc dins la jerarquia dels ordes soviètics.
Va ser obra del pintor V.P. Zajtsev.

## Història
La primera concessió va ser el 4 de novembre de 1967. Aquell dia se signaren els Decrets de la Presidència per atorgar-la a les ciutats de Leningrad (orde núm. 1) i Moscou (orde nº2).
Posteriorment la van rebre l'RSFS de Rússia (19/12/1967) i l'RSS d'Ucraïna (22/12/1967).
El 22 de febrer de 1968 va ser atorgada al creuer "Aurora" pels mèrits destacats de la seva tripulació durant la Revolució d'Octubre.
El 22 de febrer de 1968 la van rebre pels mèrits destacats en la construcció i el reforçament de les Forces Armades Soviètiques el grup de caps militars destacats, els Mariscals de la Unió Soviètica Hovhannes Baghramian, Aleksandr Vassilevski, Filipp Gólikov, Andrei Ieriomenko, Gueorgui Júkov, Ivan Kóniev, Nikolai Krilov, Kiril Meretskov, Kiril Moskalenko, Konstantín Rokossovski, Vassili Sokolovski, Semion Timoixenko i Vassili Txuikov (ordes 9 a 21); també va ser atorgada a l'Almirall de la Flota Sergei Gorxkov, el Cap Mariscal d'Aviació Konstantin Verxinin, i el Cap Mariscal d'Artilleria Nikolai Vóronov. Posteriorment va ser atorgada als Mariscals Pavel Batitsky i Matvei Zakharov i als Generals d'Exèrcit A.V. Gorbatov, Aleksei Jadov i Pavel Kurochkin.
També la van rebre molts representants del moviment internacional revolucionari, com Mark Reiman o Tito.
Pel decret de 4 de maig de 1972 es concedí al diari Pravda, per la seva llarga tasca en l'educació comunista, la propaganda del marxisme-leninisme, la mobilització del poble soviètic a l'execució de les tasques econòmiques i a la formació cultural. El 18 de març de 1977 s'atorgà als sindicats de l'URSS.
Entre les col·lectivitats premiades trobem la fàbrica d'instrumental "El Calibre" de Moscou (1971), la fàbrica de Leningrad "Guàrdia Roja" (1971), de Kíev "Arsenal" (1971) i "Bolxevic" (1982), l'associació "Electroforça" de Leningrad (1971), els instituts d'Aviació (1980) i d'Acer i Aliatges (1980) de Moscou, el Teatre Dramàtic Puixkin de Leningrad (1981), etc.
Són molt estranys els casos de segones concessions de l'Orde de la Revolució d'Octubre, però trobem al Secretari General del Comitè Central del PCUS Leonid Bréjnev, a Volodymyr Shcherbytsky (líder del Partit Comunista d'Ucraïna), a l'astrofísic A.B. Sebernij, entre d'altres.
Va ser atorgada sobre unes 106.000 vegades.

## Disseny
Una estrella de 5 puntes en plata de 43mm d'ample, amb els braços coberts amb esmalt vermell, amb raigs platejats que surten entre els braços de l'estrella. Sobre la punta superior de l'estrella hi ha una bandera coberta en esmalt vermell, amb la inscripció en dues línies "ОКТЯБРЬСКДЯ РЕВОЛЮЦИЯ" (Revolució d'Octubre) en daurat. Al centre de l'estrella hi ha un pentàgon de plata, amb la imatge del creuer "Aurora" (en el que es va iniciar la Revolució). El pentàgon és de plata rovellada. A la part inferior hi ha la falç i el martell en daurat.
Penja d'un galó pentagonal de 24mm en vermell amb 5 franges blaves longitudinals al mig.